# Доверенное лицо на предприятии
Доверенные лица предприятий (нем. Treuhänder der Arbeit) были назначаемыми правительством чиновниками в Нацистской Германии, которые возглавляли рабочие отношения и контролировались Министерством Труда Германии. Введенные по закону о доверенных лицах труда (Gesetz über Treuhänder der Arbeit) 19 Мая 1933 года, доверенные лица предприятий были ответственны за поддержание рабочего мира, то есть определение минимальной (а с 1938 года еще и максимальной) зарплаты, разрешение индивидуальных конфликтов и надзор за установлением Советов доверия (Vertrauensräte) в бизнесах и компаниях, как предписывалось Законом о регулировании национального труда (Arbeitsordnungsgesetz) от 20 Января 1934. 